# Mégara Hiblea
Mégara Hiblea (quizás es también la antigua Hibla Mayor) fue una antigua colonia griega en Sicilia situada cerca de Agosta o Augusta en la costa oriental, entre Catania y Siracusa, a 20 km nornoroeste de esta y cerca de la desembocadura del río Alabus.

## Historia
Fue fundada en el 728 a. C. por colonos griegos de Mégara. Según Tucídides la fundó un megarense llamado Lamis, un oikistés, que primero se estableció en Trótilo (actualmente Brucoli), en la boca del río Pantacias; de allí pasó a Leontinos pero fue expulsado y fundó Tapso, cerca de Siracusa, de donde los colonos se fueron a la muerte de Lamis, y a sugerencia de Hiblón, un rey sículo, se establecieron en el lugar definitivo que se llamó Mégara Hiblea.
Escimno de Quíos dice que la fundación fue anterior a la de Siracusa y Leontinos y la data en el 734 a. C. y casi al mismo tiempo que Naxos (735 a. C.). La fecha de Tucídides es el 726 a. C. La ciudad se hizo próspera y al cabo de cien años fundó Selinunte debido a problemas en el desarrollo de la polis. Parece que nunca fue una ciudad de gran importancia y no sacó partido de su posición en la isla. Fue destruida por Gelón sobre el 481 a. C. después de un asedio en el que sus murallas parecen haber sido arrasadas, sus habitantes vendidos como esclavos y las tierras dadas a los más nobles de los siracusanos. 
Mégara Hiblea ya no recuperó ni su poder ni su independencia y se convirtió en una ciudad secundaria que al cabo de unos años se despobló.
En la expedición ateniense contra Siracusa (415-413 a. C.), Lámaco propuso instalar la base ateniense de operaciones en la ciudad, pero la idea fue desestimada, y el invierno siguiente los siracusanos la fortificaron. En el 309 a. C. la ciudad todavía estaba guarnecida, pero después de que Marco Claudio Marcelo la capturase en el 214 a. C. poco más se supo de ella.